# Botswana Defence Force Air Wing
La Botswana Defence Force Air Wing  è l'attuale componente aerea e parte integrante, assieme al Botswana Ground Force (esercito), del Botswana Defence Force, le forze armate di difesa del Botswana.
Istituita nel 1977 è la forza di difesa che si occupa del controllo dello spazio aereo dello stato africano e delle operazioni militari in cooperazione dell'esercito.

## Storia
Dopo che, nel 1966, il Botswana ottenne l'indipendenza dal Regno Unito, il governo dello stato africano, allora retto dal presidente Seretse Khama, ritenne sufficiente dotarsi di una forza di polizia basata sull'organizzazione britannica. Nella seconda parte degli anni settanta però la crescente tensione che si era creata nell'area dell'Africa meridionale consigliò il governo del Botswana di istituire, nell'aprile 1977, una propria forza armata di difesa, la Botswana Defence Force, divisa in una componente di terra ed una aerea, quest'ultima, l'Air Wing, che corrisponde con una buona approssimazione allo Stormo nell'Aeronautica Militare.

## Aeromobili in uso
Sezione aggiornata annualmente in base al World Air Force di Flightglobal del corrente anno. Tale dossier non contempla UAV, aerei da trasporto VIP ed eventuali incidenti accorsi durante l'anno della sua pubblicazione. Modifiche giornaliere o mensili che potrebbero portare a discordanze nel tipo di modelli in servizio e nel loro numero rispetto a WAF, vengono apportate in base a siti specializzati, periodici mensili e bimestrali. Tali modifiche vengono apportate onde rendere quanto più aggiornata la tabella.
| Aeromobile                         | Origine            | Tipo                                 | Versione (denominazione locale) | In servizio (2024) | Note | Immagine |
| Aerei da combattimento             |                    |                                      |                                 |                    | |          |
| Canadair CF-5 Freedom Fighter      | Canada Stati Uniti | Aereo da cacciaconversione operativa | BF-5ABF-5D                      | 114                | Nominalmente tutti in servizio, ma si ritiene che abbiano una bassa operatività. |          |
| Aerei da trasporto                 |                    |                                      |                                 |                    | |          |
| Lockheed C-130 Hercules            | Stati Uniti        | Aerei da trasporto                   | C-130H                          | 1                  | 3 C-130B consegnati a partire dal 1997, con l'ultimo esemplare ritirato nel 2023. Uno C-130H ex USAF donato dagli Stati Uniti, è entrato in servizio il 27 maggio 2024 dopo che è stato consegnato il 24 dello stesso mese. |          |
| Beechcraft 200 Super King Air      | Stati Uniti        | Aerei da trasporto                   | Super King Air 200              | 1                  | 1 consegnato. |          |
| Gulfstream Aerospace Gulfstream IV | Stati Uniti        | Aerei da trasporto                   | G-IV                            | 1                  | 1 consegnato. |          |
| CASA C-212 Aviocar                 | Spagna             | Aerei da trasporto                   | C-212-300                       | 2                  | 2 consegnati. |          |
| CASA CN-235                        | Spagna             | Aerei da trasporto                   | CN-235M-300                     | 2                  | 2 consegnati. Un esemplare ritirato nel 2011 e venduto alla sudafricana Paramount Group che dopo averlo aggiornato lo ha consegnato nel 2022 alla Força Aérea de Moçambique.                                                |          |
| Bombardier BD-700 Global Express   | Canada             | Aerei da trasporto                   | BD-700-1A-10                    | 1                  | 1 consegnato. |          |
| Britten-Norman BN-2 Defender       | Regno Unito        | Aerei da trasporto                   | BN-2B-20                        | 2                  | 10 consegnati. |          |
| Aerei da addestramento             |                    |                                      |                                 |                    | |          |
| Pilatus PC-7 Turbo-Trainer         | Svizzera           | aereo da addestramento               | PC-7 Mk.II                      | 5                  | 7 PC-7 di prima generazione consegnati dal 1990 e sostituiti con 5 nuovi PC-7 Mk.II consegnati alla fine del 2012. |          |
| Elicotteri                         |                    |                                      |                                 |                    | |          |
| Bell 412                           | Stati Uniti        | Elicotteri utility                   | 412EP412SP                      | 6                  | 2 412EP e 5 412SP consegnati. |          |
| Aérospatiale AS 350 Écureuil       | Francia            | Elicotteri utility                   | AS350BAS350B3AS350BA            | 7                  | Sono stati consegnati 2 AS350B, 4 AS350B3 e 5 AS350BA tra il 1985 ed il 2003. Due esemplari sono stati persi in incidenti nel 2014 e il 2 dicembre 2020, portando a sette gli esemplari in organico.                        |          |
| Airbus H225 Super Puma             | Unione europea     | elicottero da trasporto              | H225LP                          | 1                  | 1 consegnato. |          |

## Aeromobili ritirati
- Lockheed C-130B Hercules - 3 esemplari (1997-2023)[5][6][7]
- Cessna O-2 Super Skymaster - 9 esemplari (?-?)[5]
- BAC Strikemaster Mk 83 - 9 esemplari (1988-1997)
- BAC Strikemaster Mk 87 - 2 esemplari (1988-1997)
- Britten-Norman BN-3 Trislander - 2 esemplari (1984-1991)
- Cessna 150L - 6 esemplari (1980-1983)
- Hawker Siddeley HS.125 - 2 esemplari (1988-1992)
- Short 3M Skyvan - 2 esemplari (1979-1993)
- Scottish Aviation Bulldog - 6 esemplari (1991-1999)